# Trans-Siberian Orchestra
Trans-Siberian Orchestra (ou TSO) é uma orquestra de power metal estado-unidense formada em 1996 por Paul O'Neill e seus amigos Jon Oliva, Robert Kinkel, e Al Pitrelli.
O estilo musical da banda incorporou o rock progressivo, metal sinfônico e heavy metal, com influências da música clássica.

## Biografia
A Trans-Siberian Orchestra foi fundada em 1996 pelo compositor Paul O'Neill em Nova Iorque, juntamente com seus amigos Jon Oliva, Robert Kinkel e Al Pitrelli. O nome do grupo foi inspirado na Ferrovia Transiberiana, na Rússia, porque de acordo com Kinkel, ela conecta diferentes culturas isoladas, assim como a música.
O'Neill gerenciou e produziu bandas de rock como Aerosmith, Humble Pie e Scorpions, depois escreveu e produziu Savatage, onde ele começou a trabalhar com Kinkel e Oliva. O conceito da banda tocar músicas natalinas no estilo de rock opera não recebeu muito apoio da industria fonográfica, mas rapidamente provou que seria um sucesso entre adultos e também com os jovens.
A Trans-Siberian Orchestra estreou em 1996 com o álbum Christmas Eve and Other Stories, o qual se tornou um álbum best-selling. A capa do álbum foi pintada pelo artista Greg Hildebrandt. Em 1998 foi a vez do The Christmas Attic, que manteve o conceito do primeiro álbum com tema natalino.
O primeiro show da orchestra aconteceu em 1999 na Philadelphia.
Em 2000 foi gravado o primeiro álbum cujo tema não era o Natal. Beethoven's Last Night foi um álbum conceito sobre a última noite na terra de Ludwig van Beethoven, durante a noite ele conhece o Destino (Fate), seu filho Twist e também conhece Mefistófeles.
Depois de alguns anos de turnê eles voltaram ao estúdio e gravaram o álbum The Lost Christimas Eve, que acompanhava o disco triplo The Christmas Trilogy, que continha os 3 álbuns gravados anteriormente.
Em 2005, a TSO conquistou o 21º lugar na lista das turnês com mais sucesso, arrecadando mais de US$21 milhões.
Os shows ao vivo usam muitos efeitos de luzes, lasers, e pirotecnia, que, para ficarem sincronizados, são necessárias 15 horas para configuração.
Os shows são divididos em duas partes: a primeira consiste em histórias e músicas de Christmas Eve and Other Stories, a segunda mistura as músicas de The Christmas Attic, Beethoven's Last Night, The Lost Christmas Eve e um pouco de músicas covers, finalizando com Christmas Eve/Sarajevo 12/24.
Na turnê de 2008 foram incluídas duas músicas do Savatage: "Prelude to Madness" e "Believe". Mas apenas a banda da costa leste tocava as duas músicas, a banda da costa oeste tocava apenas "Prelude To Madness".
Night Castle é mais um álbum que não tem o natal como tema, gravado em 27 de outubro de 2009. Inclui versões de "O Fortuna" (Carmina Burana), que já havia sido previamente tocada nas turnês entre 2004 e 2008. Este álbum também contem versões reescritas de músicas do Savatage, como "Nutrocker", uma música famosa feita por Emerson, Lake, and Palmer, com Greg Lake no contra-baixo. É um disco duplo e teve uma pré-venda que incluiu um download de 5 músicas no formato MP3.
Dreams of Fireflies é o primeiro e, até agora, único EP da banda. Foi lançado em 20 de outubro de 2012 pela Lava Republic Universal Records e estreou na posição de número nove na Billboard 200.
Em 2017 o portal Uol publicou uma matéria onde apontou o TSO como a 11ª maior bilheteria dos Estados Unidos, vendendo 1 milhão de ingressos e arrecadando US$ 60 milhões.